# Laura Gallego García
Laura Gallego García (Quart de Poblet, 11 de outubro de 1977) é uma escritora espanhola.
Actualmente divide o seu trabalho como escritora com a sua tese sobre romances de cavalaria na história da literatura. Os seus maiores sucessos são Finis Mundi, e ainda Memórias de Idhún, uma saga traduzida para diversas línguas, incluindo a portuguesa.